# Визначення пластового тиску
Визначення пластового тиску (рос.определение пластового давления; англ. reservoir pressure determination; нім. Bestimmung des Schichtendruckes m) — при нафтовидобутку у випадку однопластового експлуатаційного об'єкта — вимірювання тиску свердловинним (глибинним) манометром біля покрівлі пласта після зупинки свердловини і повного відновлення в ній тиску.
У випадку багатопластового об'єкта — екстраполяція до перетину з віссю тиску індикаторних діаграм в координатах дебіт-тиск кожного пласта, одержаних у результаті випробування свердловин свердловинним (глибинним) витратоміром і свердловинним (глибинним) манометром на декількох усталених режимах роботи.